# جی. جی. آبرامز
جفری جیکوب آبرامز (به انگلیسی: Jeffrey Jacob "J. J." Abrams) (زادهٔ ۲۷ ژوئن ۱۹۶۶) از کارگردانان و تهیه‌کنندگان یهودی مطرح آمریکا است که کارهایی همچون لاست، فرینج، آلیاس، پیشتازان فضا و انقلاب را در کارنامه دارد و برنده جایزه امی و گلدن گلوب نیز شده‌است.

## فیلم‌شناسی

### فیلم
| سال  | فیلم                          | وظیفه         | وظیفه        | وظیفه          | وظیفه | توضیحات                                                                         |
| سال  | فیلم                          | کارگردان فیلم | فیلم‌نامه‌نویس | تهیه‌کننده فیلم | سایر  | توضیحات                                                                         |
| ---- | ----------------------------- | ------------- | ------------ | -------------- | ----- | ------------------------------------------------------------------------------- |
| ۱۹۹۱ | در مورد هنری                  | نه            | آری          | آری            | آری   | بازیگر                                                                          |
| ۱۹۹۲ | همیشه جوان                    | نه            | آری          | اجرایی         | نه    |                                                                                 |
| ۱۹۹۳ | شش درجه جدایی                 | نه            | نه           | نه             | آری   | بازیگر                                                                          |
| ۱۹۹۳ | Future Shock                  | نه            | نه           | نه             | آری   | Score composer                                                                  |
| ۱۹۹۶ | The Pallbearer                | نه            | نه           | آری            | نه    |                                                                                 |
| ۱۹۹۶ | شیاطین                        | نه            | نه           | نه             | آری   | بازیگر                                                                          |
| ۱۹۹۷ | Gone Fishin'                  | نه            | آری          | نه             | نه    | Co-writer with Jill Mazursky                                                    |
| ۱۹۹۸ | آرماگدون                      | نه            | آری          | نه             | نه    | Co-writer with جاناتان هنزلی، Robert Roy Pool, تونی گیلروی & Shane Salerno      |
| ۱۹۹۹ | حومه                          | نه            | نه           | آری            | آری   | بازیگر                                                                          |
| ۲۰۰۱ | شرک                           | نه            | نه           | نه             | آری   | Animator                                                                        |
| ۲۰۰۱ | لذت سواری                     | نه            | آری          | آری            | نه    | از نویسندگان همراه با کلی تارور                                                 |
| ۲۰۰۶ | مأموریت: غیرممکن ۳            | آری           | آری          | نه             | آری   | Directorial debut; also VFX artist; Co-writer with الکس کورتزمن and روبرتو ارسی |
| ۲۰۰۸ | کلاورفیلد                     | نه            | نه           | آری            | نه    |                                                                                 |
| ۲۰۰۹ | پیشتازان فضا                  | آری           | نه           | آری            | نه    |                                                                                 |
| ۲۰۱۰ | شکوه صبح                      | نه            | نه           | آری            | نه    |                                                                                 |
| ۲۰۱۱ | سوپر هشت                      | آری           | آری          | آری            | نه    |                                                                                 |
| ۲۰۱۱ | مأموریت: غیرممکن - پروتکل شبح | نه            | نه           | آری            | نه    |                                                                                 |
| ۲۰۱۳ | پیشتازان فضا به‌سوی تاریکی     | آری           | نه           | آری            | نه    |                                                                                 |
| ۲۰۱۴ | خرس همیشه‌قطبی                 | نه            | نه           | اجرایی         | نه    |                                                                                 |
| ۲۰۱۵ | مأموریت: غیرممکن - ملت یاغی   | نه            | نه           | آری            | نه    |                                                                                 |
| ۲۰۱۵ | جنگ ستارگان: نیرو برمی‌خیزد    | آری           | آری          | آری            | نه    | از نویسندگان همراه با لارنس کاسدان و مایکل آرندت                                |
| ۲۰۱۶ | شماره ۱۰ خیابان کلاورفیلد     | نه            | نه           | آری            | نه    |                                                                                 |
| ۲۰۱۶ | فراتر از پیشتازان فضا         | نه            | نه           | آری            | نه    |                                                                                 |
| ۲۰۱۷ | هنرمند فاجعه                  | نه            | نه           | نه             | آری   | بازیگر، خودش                                                                    |
| ۲۰۱۷ | جنگ ستارگان: آخرین جدای       | نه            | نه           | اجرایی         | نه    |                                                                                 |
| ۲۰۱۸ | پارادوکس کلوورفیلد            | نه            | نه           | آری            | نه    |                                                                                 |
| ۲۰۱۸ | مأموریت: غیرممکن - فال‌اوت     | نه            | نه           | آری            | نه    |                                                                                 |
| ۲۰۱۸ | ارباب                         | نه            | نه           | آری            | نه    |                                                                                 |
| ۲۰۱۹ | جنگ ستارگان: خیزش اسکای‌واکر   | آری           | آری          | آری            | نه    |                                                                                 |

### تلویزیون
- فلیسیتی (۱۹۹۸–۲۰۰۲) (نویسنده، تهیه‌کننده، کارگردان)
- آلیاس (۲۰۰۱–۲۰۰۶) (نویسنده، تهیه‌کننده، کارگردان)
- لاست (۲۰۰۴–۲۰۱۰) (نویسنده، تهیه‌کننده، کارگردان)
- برایان چطور (۲۰۰۶–۲۰۰۷) (تهیه‌کننده)
- شش درجه (۲۰۰۶–۲۰۰۷) (تهیه‌کننده)
- اداره (۲۰۰۵–اکنون) (کارگردان مهمان)
- فرینج (۲۰۰۸–۲۰۱۳) (نویسنده، تهیه‌کننده، کارگردان)
- آناتومی امید (۲۰۰۹) (نویسنده، تهیه‌کننده، کارگردان)
- آلکاتراز (۲۰۱۱) (تهیه‌کننده)
- مظنون (۲۰۱۱) (تهیه‌کننده)
- انقلاب (۲۰۱۲) (تهیه‌کننده)
- باور (۲۰۱۴) (تهیه‌کننده)
- وست‌ورلد (۲۰۱۶–۲۰۲۲)

## جوایز
- ۲۰۰۲ نامزد جایزه امی، برای الیاس[۲]
- ۲۰۰۵ برنده جایزه امی برای لاست[۲]
- ۲۰۰۶ برنده جایزه گلدن گلوب برای لاست
- ۲۰۰۷ نامزد گلدن گلوب برای لاست